# 2035
سنة 2035 م هي سنة بسيطة تبدأ يوم الإثنين حسب التقويم الغريغوري.